# Autor wychodzi
Autor wychodzi – polski dramat, film telewizyjny, z roku 2006 w reżyserii Dominiki Montean i z jej scenariuszem. Za rolę w tym filmie Marcin Bosak otrzymał nagrodę na Europejskim Tygodniu Filmowym "Off/On" w Warszawie.

## Opis fabuły
Anna jest młodą kobietą, która planuje zrealizowanie własnego filmu. Wkrótce dochodzi do wniosku, że w filmie tym jest wyłącznie bohaterką i nie ma wpływu na to, co się dzieje. Buntuje się więc przeciw Autorowi i tworzy swój własny film, ale postacie, które wymyśla, również nie chcą być tylko bohaterami w czyimś filmie.
Ten główny wątek splata się z innym - historią krytyka, który po wielu latach pracy w tym zawodzie zorientował się, że były to daremne wysiłki.

## Obsada
- Kamilla Baar − jako Bohaterka
- Olgierd Łukaszewicz − jako Karol Derr
- Marcin Bosak − jako Wojtek Czwartosz
- Jan Nowicki − jako Starszy pan
- Małgorzata Hajewska-Krzysztofik − jako Helena, żona Derra
- Bodo Kox − jako Bodo, współlokator Wojtka
- Tadeusz Bradecki − jako Profesor
- Katarzyna Janowska − jako Dziennikarka rozmawiająca z Derrem
- Małgorzata Piskorz − jako Sprzedawczyni
- Przemysław Grządziela − jako Klown